# Edificio Dorrego
El Edificio Dorrego es un gran edificio residencial que se encuentra en el cruce de la Diagonal Norte (Av. Pres. Roque Sáenz Peña) con las calles Suipacha y Sarmiento, en el barrio de San Nicolás de la ciudad de Buenos Aires (Argentina).
Fue proyectado por el arquitecto Juan Waldorp (hijo) y se inauguró en 1936. Es de estilo art déco y se destaca por los relieves con diseños variados e intrincados alineados sobre su fachada. La Diagonal Norte fue proyectada con una línea de fachadas que mantuviera una relativa homogeneidad, con una disposición fija de basamento, desarrollo y remate, y proporciones y cantidad de pisos limitada; de esta manera sus edificios pueden variar con respecto al estilo, pero generan a su vez un corredor sólido a lo largo de sus 7 cuadras.

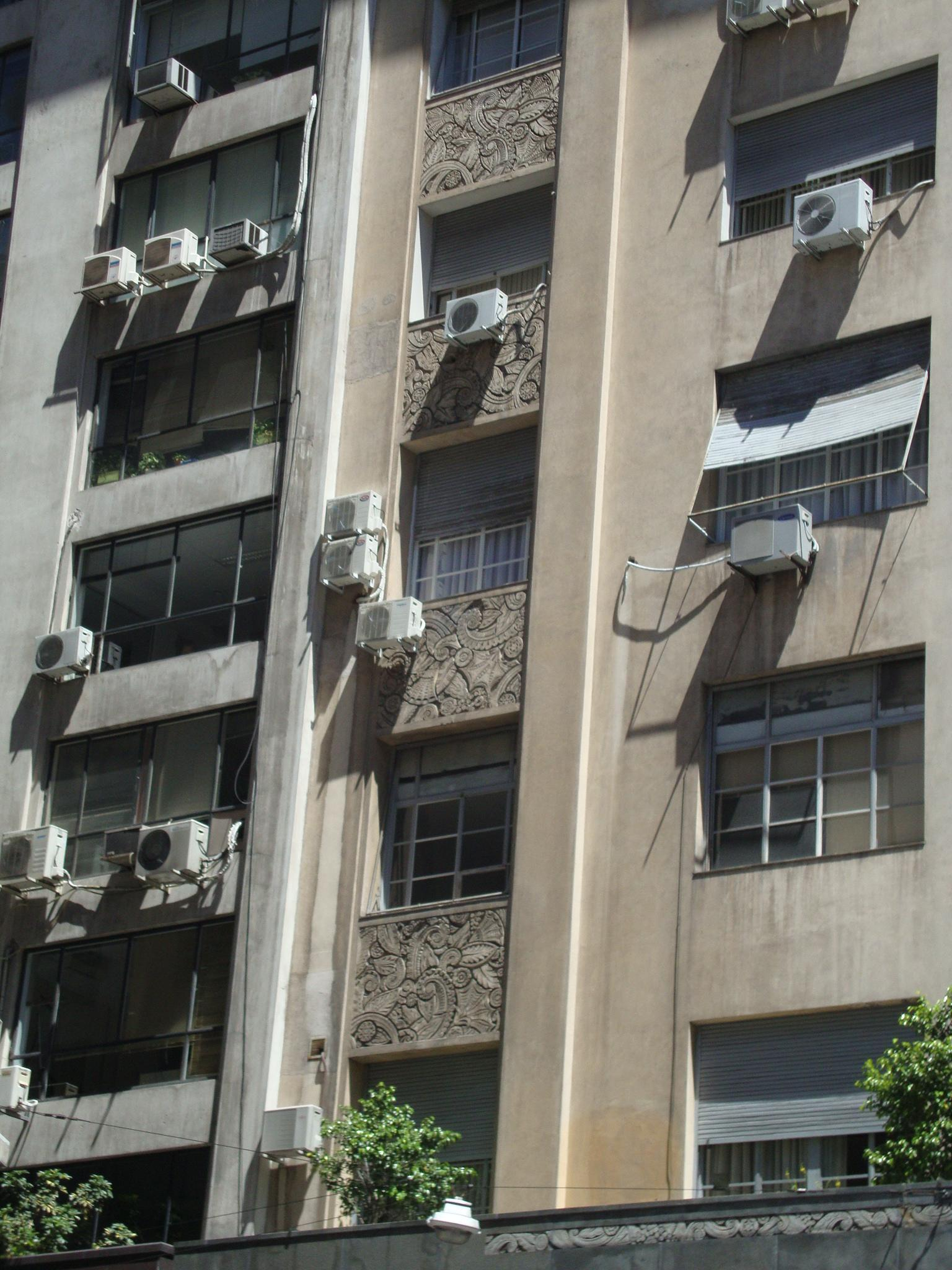
Detalles art déco

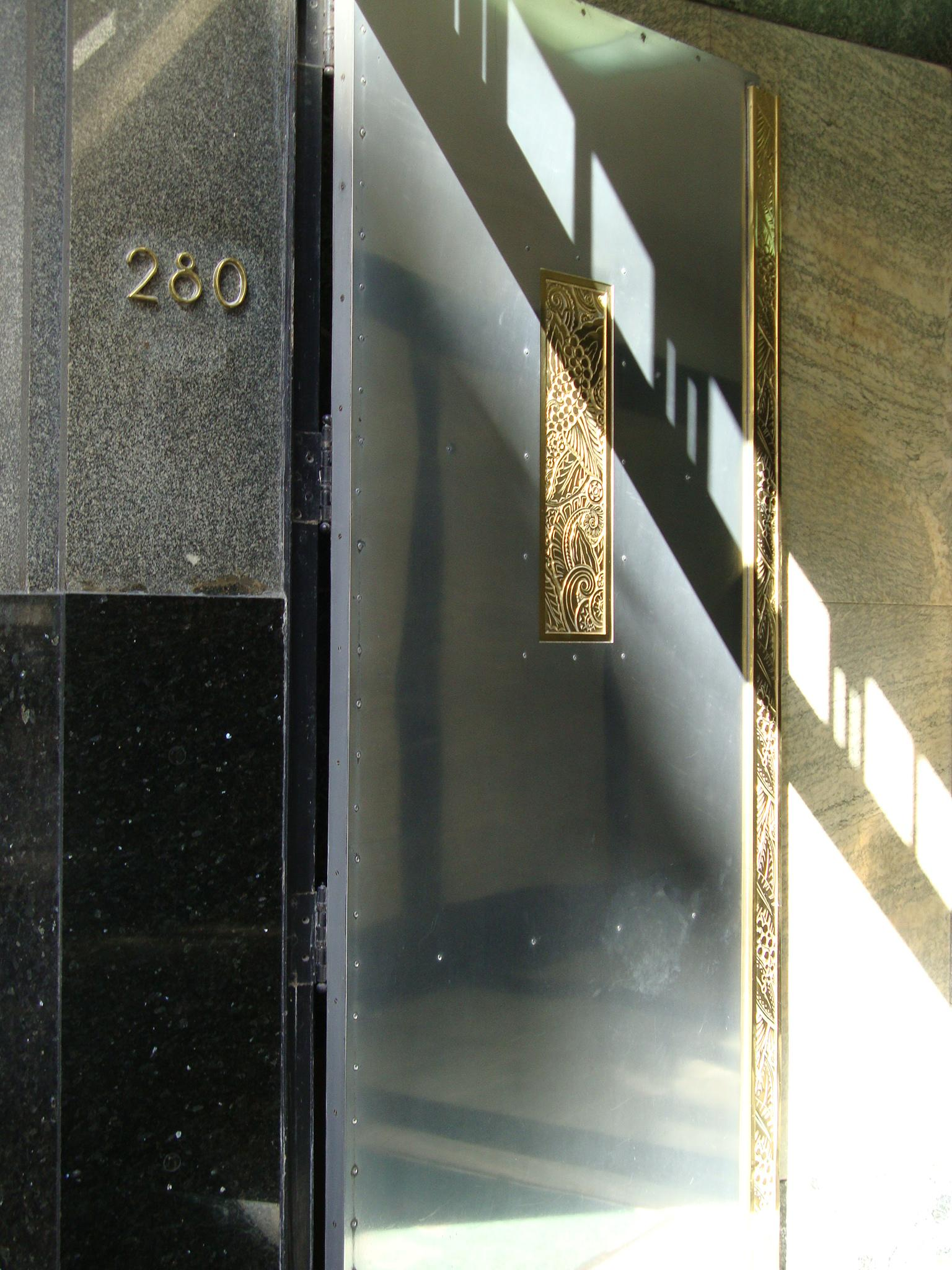
Puerta de Suipacha 280

El Edificio Dorrego posee un sótano, planta baja, entre piso y 8 pisos altos, con construcciones en la azotea destinadas a dependencias. El sótano y la planta baja fueron destinados a un gran local de alquiler y sus depósitos, ocupados en un primer momento por La Imperial. Desde los ángulos de las calles Suipacha y Sarmiento se abren dos entradas que dan acceso a los hall con los ascensores que comunican con los pisos de viviendas.
Tanto la planta baja como el entrepiso poseen además un departamento mediano cada uno. Por el acceso de Sarmiento 930 se llega a 3 departamentos por piso: uno grande (con vista a la Diagonal y cuatro dormitorios), uno mediano (con ventanas a un patio interno, con tres dormitorios) y uno chico (con vista a otro patio interno y un solo dormitorio). Por el acceso desde Suipacha 280 se llega solamente a un departamento grande por cada piso. En total son 34 viviendas, y en la azotea se instalaron las dependencias del encargado, lavaderos y secaderos de uso común.
En la actualidad, el edificio aloja oficinas.